# Per Magnus Jørgensen
Per Magnus Jørgensen (ur. 1944 w Stavanger) – norweski botanik i lichenolog. Jest znany ze swojej pracy nad rodzinami porostów strzępcowate i galaretnicowate. Za całokształt wkładu w lichenologię został w 2021 r. odznaczony Medalem Achariusa.

## Życiorys
W 1969 roku ukończył studia na Uniwersytecie w Bergen, w 1978 roku uzyskał tytuł doktora filozofii na tym uniwersytecie, pisząc rozprawę zatytułowaną Rodzina porostów Pannariaceae w Europie. Kilka lat po otrzymaniu doktoratu został mianowany profesorem botaniki systematycznej na Uniwersytecie w Bergen. Był znany z wygłaszania wykładów uniwersyteckich z wielkim entuzjazmem i pomagania w popularyzacji botaniki w Norwegii. W 2020 r. został emerytowanym profesorem Uniwersytetu w Bergen.

## Praca naukowa
Jørgensen jest członkiem Norweskiej Akademii Nauk. Ma około 300 publikacji dotyczących systematyki, florystyki, biogeografii i nomenklatury porostów. W pracach tych opisał około 300 nowych taksonów. W trzecim tomie „Nordic Lichen Flora” opisał kilka rodzin porostów, w ostatnich latach swojej pracy opisał historię lichenologii. Jest także autorem książki o historii botaniki w Norwegii, historii Bergen’s Museumgarden oraz publikacji o Karolu Linneuszu i Johanie Ernście Gunnerusie, w tym tłumaczenia dzieła tego ostatniego z 1770 roku „Flora Norvegica” z łaciny na norweski. Jørgensen jest znawcą rodzaju roślin różanecznik i utrzymuje dużą kolekcję tych roślin w ogrodzie botanicznym w Bergen. Od 1991 do 1997 roku był redaktorem czasopisma „Nature”.
W 2008 roku Jørgensen został honorowym członkiem dożywotnim British Lichen Society. W 2021 roku Jørgensen został odznaczony Medalem Achariusa za całożyciowy wkład w lichenologię.
W naukowych nazwach utworzonych przez niego taksonów dodawany jest skrót jego nazwiska P.M. Jørg. Uczczono go, jego nazwiskiem nazywając dwa gatunki porostów: Stigmidium joergensenii R.Sant. (1989), Leptogium joergensenii Marcelli & Kitaura (2014) i rodzaj Joergensenia Passo, S.Stenroos & Calvelo (2008).